# Томас Мулкер
Томас Мулкер (на английски: Justin Pierre James Trudeau) е канадски политик от Нова демократическа партия (Канада).

## Биография
Томас Мулкер е роден на 24 октомври 1954 година в Отава.

## Политическа кариера
Томас Мулкер е настоящ лидер на Нова демократическа партия (Канада).